# Ђерболе-Цуке (Торино)
Ђерболе-Цуке је насеље у Италији у округу Торино, региону Пијемонт.
Према процени из 2011. у насељу је живело 2645 становника. Насеље се налази на надморској висини од 270 м.